# El teniente del amor (película de 1931)
El teniente del amor (título original Liebeskommando) es una película de 1931 dirigida por Géza von Bolváry.

## Producción
La película fue producida por Super-Film GmbH (Berlín).

## Distribución
Distribuida por Super-Film GmbH, se estrenó en los cines alemanes el 10 de noviembre de 1931 con el visto bueno de censura del 4 de noviembre. La película también se estrenó en Finlandia (17 de abril de 1932) y, el 30 de mayo de 1932, en Portugal, donde le dieron el título O Tenente do Amor . En Dinamarca, se tradujo como Lille Frøken Løjtnant, en Italia I cadetti di Vienna . Tobis Forenfilms estrenó la película en los Estados Unidos el 26 de abril de 1932. En España se estrenó en 1935.